# 10099 Glazebrook
10099 Glazebrook este un asteroid din centura principală de asteroizi.

## Descriere
10099 Glazebrook este un asteroid din centura principală de asteroizi. A fost descoperit pe 4 noiembrie 1991 la Kitt Peak National Observatory în cadrul proiectului Spacewatch. Asteroidul prezintă o orbită caracterizată de o semiaxă mare de 3,26 ua, o excentricitate de 0,12 și o înclinație de 2,9° în raport cu ecliptica.